# Маделин Ленгъл
Маделин Ленгъл (на английски: Madeleine L'Engle) е американска поетеса, драматург и писателка.
Авторка е на произведения в жанрове социална драма, научна фантастика, фентъзи, исторически роман, лирика, детска литература, религиозна литература, биография, мемоари, документалистика. Творбите ѝ отразяват както нейната християнска вяра, така и силния ѝ интерес към съвременната наука.

## Биография и творчество
Маделин Ленгъл Камп е родена на 29 ноември 1918 г. в Ню Йорк, САЩ. Баща ѝ, Чарлз Камп, е писател, критик и чуждестранен кореспондент, участвал в Първата световна война, където получава увреждане на белите дробове, а майка ѝ, Мадлин Барнет, е пианистка и писателка. От малка започва да чете и да пише, потъвайки в света на литературата и уроците по пиано. Учи в частно училище в Ню Йорк, има много гувернантки и посещава редица интернати. Семейството пътува често, като в един период живеят в замък близо до Шамони във Френските Алпи, а тя учи в интернат в Швейцария.
През 1933 г. семейството се мести в Джаксънвил, Флорида, а тя учи в училище-интернат в Чарлстън, Южна Каролина. Баща ѝ умира през октомври 1936 г. В периода 1937 – 1941 г. следва в колежа „Смит“, който завършва с отличие с бакалавърска степен по английска филология. След дипломирането си се премества в апартамент в Ню Йорк и работи в театъра на Бродуей приемайки фамилията Ленгъл. През 1944 г. продуцира първата си пиеса „18 Вашингтон Скуеър Юг“.
Първият ѝ роман „Малкият дъждец“ от поредицата „Винерас“ е издаден през 1945 г. Той е история за млада пианистка, която се лута между желанието си за успех в музиката и личното щастие. През следващата година е издаден и първия ѝ самостоятелен роман – „Илза“, който е историята на нереализираната любов на един мъж към една жена през годините и през няколко катастрофални събития. През 1949 г. е издаден първият ѝ роман за деца „И двамата бяха млади“.
На 26 януари 1946 г. се омъжва за актьора Хю Франклин. С него имат три деца – дъщеря и син, и осиновяват дъщерята на семейни приятели, които са починали. През 1953 г. се преместват в 200-годишна селска къща, наречена „Кросуик“, в Гошен, Кънектикът, където купуват и управляват малък смесен магазин. Тя продължава да пише и също служи като директор на хора на местната конгрегационална църква. През 1959 г. семейството се връща в Ню Йорк, за да може Хю да възобнови актьорската си кариера. В периода 1960 – 1966 г. (и отново през 1986, 1989 – 1990 г.) тя преподава в училището Св. Хилда и Св. Хю”, а от 1965 г. е библиотекар доброволец в катедралата „Св. Йоан Богослов“.
През 1962 г. е издаден най-известният ѝ фантастичен роман „Гънка във времето“ от поредицата „Времето“. Той е фантастична история за междузвездни пътешествия, извънземни планети, зъл безтелесен мозък и свят, подчинен на незнайна тъмна сила, а герои в историята са три деца – Мег, Чарлс и Калвин, които предприемат опасно пътешествие, за да открият мистериозно изчезналия баща на Мег по време на експерименти с пътуване във времето през петото измерение. За книгата получава медала „Нюбъри“ за младежка литература. По романа са направени две екранизации – през 2003 и 2018 г.
Тя е авторка на множество романи за деца и юноши. Произведенията ѝ са преведени на над 30 езика и са издадени в над 16 милиона екземпляра. Повтарящите се теми в произведенията ѝ са конфликтът между доброто и злото и проблемът за разграничаването на едното от другото, природата на Бог, опасностите от съответствието и необходимостта от даване на любов. Та се опитва да поеме нови посоки и да предизвика своите млади читатели за духовно извисяване.
През 1991 г. тя претърпява автомобилна катастрофа, от която се възстановява и посещава Антарктида през 1992 г. В последните си години тя страда от остеопороза, а през 2002 г. претърпява инсулт, заради което се оттегля от своите семинари и публични изяви. През 1997 г. получава Световната награда за фентъзи за цялостното си творчество. През 1998 г. получава наградата „Маргарет А. Едуардс“ на Американската библиотечна асоциация за големите ѝ заслуги към младежката литература. През 2004 г. получава Националния медал за хуманитарни науки. Удостоена е с 17 почетни докторски степени по литература, както и на много други награди.
Маделин Ленгъл умира на 6 септември 2007 г. в старчески дом в Личфийлд, Кънектикът.
През 2011 г. писателката е включена в Залата на славата на писателите в Ню Йорк. През 2013 г. на нейно име е кръстен кратер на Меркурий. В колежа „Смит“ на нейно име е учредена научна стипендия. През 2017 г. е включена в Залата на славата на научната фантастика.

## Произведения

### Самостоятелни романи
- Ilsa (1946)[1][3][5]
- And Both Were Young (1949)[6]
- A Winter's Love (1957)
- The Love Letters (1966)
- Dance in the Desert (1969)
- The Other Side of the Sun (1971)
- The Weather of the Heart (1976)
- Certain Women (1992)
- The Other Dog (2001)
- The Joys of Love (2008)

### Поредица „Винерас“ (Vigneras)
1. The Small Rain (1945)[1][3][5][7]
2. Prelude (1968)
3. A Severed Wasp (1982)

### Поредица „Камила Дикинсън“ (Camilla Dickinson)
1. Camilla Dickinson (1951) – издаден и като Camilla[1][3]
2. A Live Coal in the Sea (1996)

### Поредица „Семейство Остин“ (Austin Family)
1. Meet the Austins (1960)[1][2][3][6][7]
2. The Moon by Night (1963)
3. The Young Unicorns (1968)
4. A Ring of Endless Light (1980)
5. Troubling a Star (1994)
6. The Anti-Muffins (1981)

### Поредица „Времето“ (Time Quintet)
1. A Wrinkle in Time (1962)[1][2][3]
Гънка във времето, изд.: „Интенз“, София (2016), прев. Катя Перчинкова
2. A Wind in the Door (1974)
3. A Swiftly Tilting Planet (1978)
4. Many Waters (1986)
5. An Acceptable Time (1989)

### Поредица „Семейство О'Кийф“ (O'Keefe Family)
1. The Arm of the Starfish (1965)[1][2][3][7]
2. Dragons in the Waters (1976)
3. A House Like a Lotus (1984)

### Пиеси
- 18 Washington Square South (1944)[1][7]
- The Journey with Jonah (1967)

### Новели
- The Fact of the Matter (2020)[1]

### Сборници
- Lines Scribbled on an Envelope (1969) – поезия[1]
- Ladder of Angels (1979)
- The Sphinx At Dawn (1982)
- A Cry Like a Bell (1987) – поезия
- Wintersong (1996) – с Буси Шоу, поезия
- Miracle On 10th Street (1998)
- 101st Miracle (1999)
- The Ordering Of Love (2005) – поезия
- The Moment of Tenderness (2020)

### Документалистика

#### Поредица „Кросуик Джърнъл“ (Crosswicks Journal) – мемоари
- A Circle of Quiet (1972)[1][2]
- The Summer of the Great-Grandmother (1974)
- The Irrational Season (1976)
- Two Part Invention (1988) – история на нейния брак

### Екранизации
- 2002 A Ring of Endless Light – тв филм, с Миша Бартън и Райън Мериман
- 2003 A Wrinkle in Time – тв филм
- 2012 Camilla Dickinson – сценарий, с Аделейд Клемънс
- 2018 Гънка във времето, A Wrinkle in Time – с Рийз Уидърспун, Опра Уинфри, Майкъл Пеня и др.

## Книги за Маделин Ленгъл
- The Swiftly Tilting Worlds of Madeleine L'Engle (1998) от Луси Шоу[1]
- Madeleine L'Engle (2005) от Арън Розенберг
- Becoming Madeleine: A Biography of the Author of A Wrinkle in Time by Her Granddaughters (2018) от Шарлот Джоунс Войклис и Лена Рой (внучки на писателката)[8]